# آلن آکیار
آلن آکیار (انگلیسی: Alan Aciar؛ زادهٔ ۲۶ فوریهٔ ۱۹۸۸) بازیکن فوتبال اهل آرژانتین است.
از باشگاه‌هایی که در آن بازی کرده‌است می‌توان به باشگاه فوتبال پرسیجا جاکارتا، باشگاه فوتبال راسینگ کلوب آویاندا، و باشگاه ورزشی سن لورنسو آلماگرو اشاره کرد.